# István Brockhauser
Istvan Brockhauser (Budapest, 3 maggio 1964) è un ex calciatore ed ex giocatore di calcio a 5 ungherese.

## Carriera
Dal 1990 al 1992, è stato il secondo portiere della Nazionale maschile di calcio dell'Ungheria dietro a Zsolt Petry, mentre la nazionale era allenata da Kálmán Mészöly e Imre Jenei. Successivamente gli fu preferito nel ruolo di rincalzo Zoltán Vegh. Con la nazionale maschile di calcio a 5 dell'Ungheria, Brockhauser ha disputato il FIFA Futsal World Championship 1989 nel quale la selezione magiara è stata eliminata nel girone del secondo turno, comprendente Paesi Bassi, Belgio e Italia.

## Palmarès
- Campionato ungherese: 1990, 1993
- Coppa d'Ungheria: 1992, 1996
- Campionato belga: 2002